# Bezant (munt)

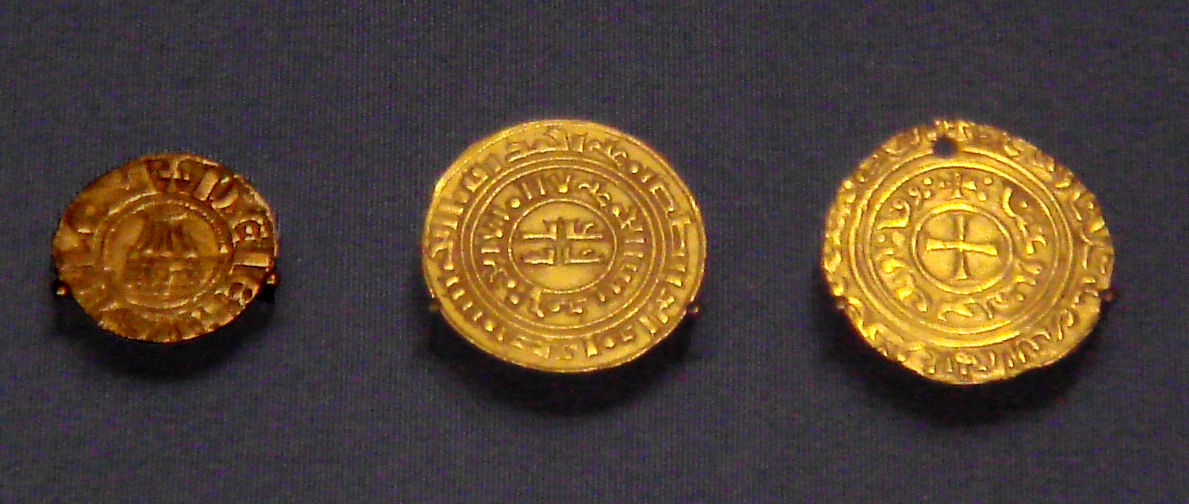
Munten van kruisvaarders.

Bezant is een middeleeuwse term voor gouden munten die niet in West-Europa zijn geslagen. Daarbij kon het gaan om Byzantijnse solidi, maar ook om Arabische of Egyptische dinars uit de diverse kalifaten. Marco Polo gebruikte de term om de gouden munten van de Yuan-dynastie aan te duiden. De bezant was dus niet een specifieke muntsoort, maar een aanduiding voor vreemde gouden munten.